# Antirrhinum meonanthum
Antirrhinum meonanthum är en grobladsväxtart som beskrevs av Johann Centurius von Hoffmannsegg och Link. Antirrhinum meonanthum ingår i släktet lejongapssläktet, och familjen grobladsväxter. Inga underarter finns listade i Catalogue of Life.